# Bickleton
Bickleton ist ein Census-designated place im Klickitat County im US-Bundesstaat Washington. Bickleton wurde erstmals 1879 von Charles N. Bickle besiedelt.  Zum United States Census 2010 hatte Bickleton 88 Einwohner.
Am 1. Februar 1975 begrüßten 34 Einwohner die Fernsehsendung Hee Haw.

## Geographie
Nach dem United States Census Bureau hat der CDP eine Gesamtfläche von 33,4 km², worunter keine Wasserflächen sind.

### Klima
Nach der Klimaklassifikation nach Köppen und Geiger hat Bickleton ein sommerwarmes Mittelmeerklima (abgekürzt „Csb“).
|                        | Jan    | Feb    | Mär    | Apr    | Mai   | Jun   | Jul   | Aug   | Sep   | Okt    | Nov    | Dez    |   |        |
| Mittl. Temperatur (°C) | −2,00  | 0,50   | 3,56   | 7,06   | 11,28 | 14,97 | 19,50 | 19,50 | 15,31 | 9,31   | 2,50   | −0,97  | ⌀ | 8,4    |
| Mittl. Tagesmax. (°C)  | 18,89  | 18,33  | 21,11  | 29,44  | 33,33 | 38,33 | 38,89 | 38,89 | 35,56 | 30,56  | 21,67  | 18,33  | ⌀ | 28,7   |
| Mittl. Tagesmin. (°C)  | −25,00 | −24,44 | −17,22 | −10,56 | −6,67 | −2,78 | −1,11 | −1,11 | −2,78 | −13,33 | −24,44 | −27,22 | ⌀ | −13    |
|                        |        |        |        |        |       |       |       |       |       |        |        |        |   |        |
| Niederschlag (mm)      | 49,02  | 38,10  | 31,50  | 20,32  | 20,57 | 19,81 | 6,10  | 7,62  | 11,18 | 23,11  | 50,04  | 60,71  | Σ | 338,08 |
|                        |        |        |        |        |       |       |       |       |       |        |        |        |   |        |
| Regentage (d)          | 9      | 8      | 8      | 6      | 6     | 5     | 2     | 2     | 3     | 6      | 10     | 10     | Σ | 75     |

| −25,00 |

| −24,44 |

| −17,22 |

| −10,56 |

| −6,67 |

| −2,78 |

| −1,11 |

| −1,11 |

| −2,78 |

| −13,33 |

| −24,44 |

| −27,22 |

| −25,00 |

| −24,44 |

| −17,22 |

| −10,56 |

| −6,67 |

| −2,78 |

| −1,11 |

| −1,11 |

| −2,78 |

| −13,33 |

| −24,44 |

| −27,22 |

## Demographie
Nach der Volkszählung von 2000 gab es in Bickleton 113 Einwohner, 49 Haushalte und 31 Familien. Die Bevölkerungsdichte betrug 3,4 pro km². Es gab 65 Wohneinheiten bei einer mittleren Dichte von 1,9 pro km².
Die Bevölkerung bestand zu 92,92 % aus Weißen, zu 2,65 % aus Indianern, zu 2,65 % aus Pazifik-Insulanern, und zu 1,77 % aus anderen „Rassen“. Hispanics oder Latinos „jeglicher Rasse“ bildeten 6,19 % der Bevölkerung.
Von den 49 Haushalten beherbergten 26,5 % Kinder unter 18 Jahren, 55,1 % wurden von zusammen lebenden verheirateten Paaren, 6,1 % von alleinerziehenden Müttern geführt; 36,7 % waren Nicht-Familien. 28,6 % der Haushalte waren Singles und 12,2 % waren alleinstehende über 65-jährige Personen. Die durchschnittliche Haushaltsgröße betrug 2,31 und die durchschnittliche Familiengröße 2,87 Personen.
Der Median des Alters in der Stadt betrug 42 Jahre. 25,7 % der Einwohner waren unter 18, 3,5 % zwischen 18 und 24, 26,5 % zwischen 25 und 44, 29,2 % zwischen 45 und 64 und 15 65 Jahre oder älter. Auf 100 Frauen kamen 91,5 Männer, bei den über 18-Jährigen waren es 90,9 Männer auf 100 Frauen.
Alle Angaben zum mittleren Einkommen beziehen sich auf den Median. Das mittlere Haushaltseinkommen betrug 34.500 US$, in den Familien waren es 48.125 US$. Männer hatten ein mittleres Einkommen von 42.500 US$ gegenüber 0 US$ bei Frauen. Das Pro-Kopf-Einkommen betrug 17.580 US$. Etwa 20 % der Familien und 20,2 % der Gesamtbevölkerung lebte unterhalb der Armutsgrenze; das betraf 36,1 % der unter 18-Jährigen und keinen der über 65-Jährigen.

## Tourismus
Der Ort hat eine Tankstelle; bis heute ist ein Kundenkonto zur Nutzung erforderlich. Außerdem gibt es eine Kneipe, das Bluebird Inn. 1882 eröffnet, gilt sie als älteste in Betrieb befindliche Kneipe im Bundesstaat. Der originale Billardtisch, ein Brunswick von 1903, wird immer noch von den Stammgästen benutzt. Der Ort bietet auch ein Karussell der Firma Allan Herschell Company.

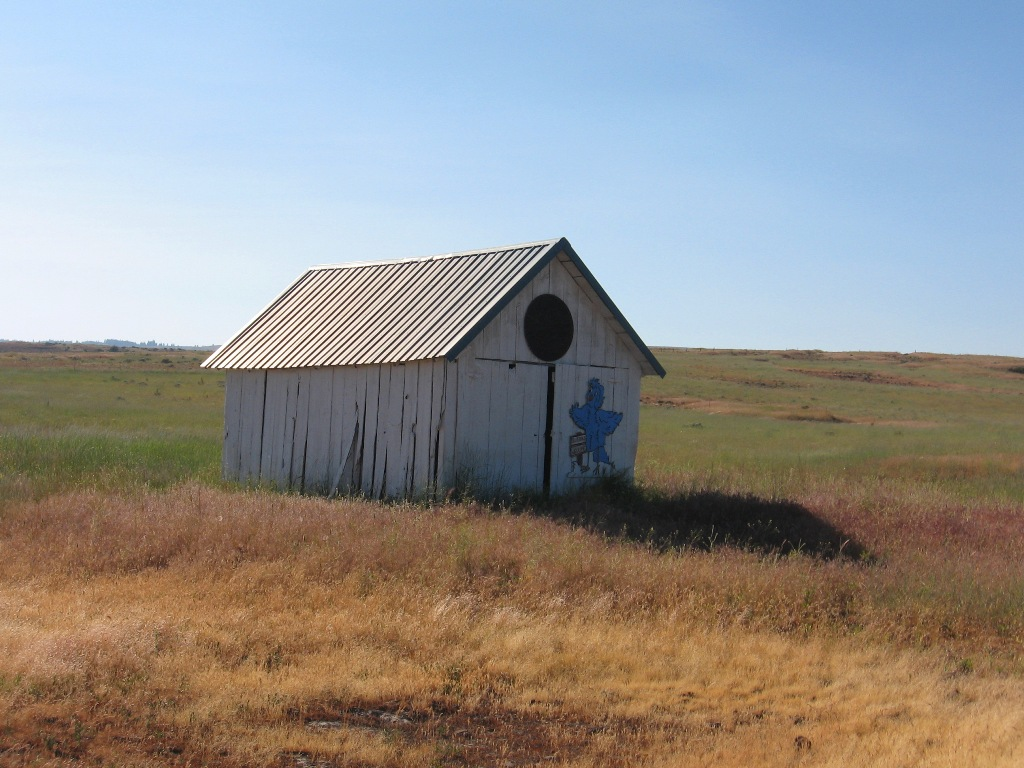
Eine einsame Baracke außerhalb von Bickleton präsentiert stolz die Bluebird Connection.

## Bluebirds
Bickleton ist als Hüttensänger-Hauptstadt der Welt bekannt. In den 1950er Jahren veranstalteten Jess und Elva Brinkerhoff ein Picknick in dem kleinen Ort, nachdem sie aus dem nahegelegenen Richland hierhergefahren waren; sie deponierten eine Blechdose in einem Baum für ein paar Vögel. Dies wurde zur lokalen Marotte und heutzutage gibt es tausende von Vogelhäuschen, die von den Hüttensängern besiedelt werden.
In Bickleton nisten zwei von drei Hüttensänger-Arten, der Berghüttensänger und der Blaukehl-Hüttensänger. Die Unterhaltung der Vogelhäuschen durch die Beseitigung alter Nester ist für die Einwohner eine der Hauptbeschäftigungen. Sie wird durch Gewinne aus dem Verkauf von Hüttensänger-Souvenirs in Whitmore’s Whoop-n-Holler Ranch Museum finanziert.